# Santo Emilião
Santo Emilião es una freguesia portuguesa del concelho de Póvoa de Lanhoso, con 1,74 km² de superficie y 980 habitantes (2001). Su densidad de población es de 563,2 hab/km².